# Jardines del Rey Airport
Jardines del Rey Airport är en flygplats i Kuba.   Den ligger i provinsen Provincia de Ciego de Ávila, i den östra delen av landet, 400 km öster om huvudstaden Havanna. Jardines del Rey Airport ligger 4 meter över havet.
Terrängen runt Jardines del Rey Airport är mycket platt. Havet är nära Jardines del Rey Airport åt nordost.  Det finns inga samhällen i närheten. 